# Kampung Sawah (Natal)
Kampung Sawah is een bestuurslaag in het regentschap Mandailing Natal van de provincie Noord-Sumatra, Indonesië. Kampung Sawah telt 1001 inwoners (volkstelling 2010).